# Passova ganymedes
Pour les articles homonymes, voir Ganymède (homonymie).
Espèce
Passova ganymedes est une espèce de lépidoptères de la famille des Hesperiidae, de la sous-famille des Pyrginae et de la tribu des Pyrrhopygini.

## Dénomination
Passova ganymedes a été nommé par E.Bell en 1931.

### Nom vernaculaire
Passova ganymedes se nomme Mimetic Firetip en anglais.

### Sous-espèces
- Passova ganymedes ganymedes; présent en Colombie.
- Passova ganymedes gelina Evans, 1951; présent au Pérou.
- Passova ganymedes gulia Evans, 1951; présent en Équateur[1].

## Description
Passova ganymedes est un papillon au corps trapu noir à extrémité de l'abdomen rouge et tête rouge. Les ailes sont de couleur marron à noire suivant les sous-espèces avec une frange blanche.
Le revers est semblable.

## Écologie et distribution
Passova ganymedes est présent en Colombie, en Équateur et au Pérou,.

### Protection
Pas de statut de protection particulier.